# Hexafluoroéthane
L'hexafluoroéthane est un perfluorocarbure de formule brute C2F6. Il s'agit d'un gaz incolore et inodore plus lourd que l'air, non combustible, très peu soluble dans l'eau mais davantage dans l'éthanol. C'est un puissant gaz à effet de serre, dont le potentiel de réchauffement global (GWP) est de 9200, avec un forçage radiatif de 1 mW·m-2 et une durée de vie dans l'atmosphère terrestre estimée à 10 000 ans ; son potentiel de déplétion ozonique (ODP), en revanche, est nul. Il est émis, avec le tetrafluromethane CF4, essentiellement lors de la production d'aluminium par électrolyse (procédé Hall-Héroult).
Thermiquement stable, il ne se décompose à l'air libre qu'au-dessus de 800 °C en fluorure d'hydrogène HF, monoxyde de carbone CO et dioxyde de carbone CO2.
Il est couramment utilisé dans l'industrie microélectronique pour réaliser des gravures sélectives d'oxydes et de siliciures métalliques par rapport à leur substrat métallique, ainsi que pour graver le dioxyde de silicium SiO2 sur le silicium Si.
Il est utilisé en ophtalmologie pour le traitement chirurgical du décollement de rétine. 
Il est également utilisé comme fluide frigorigène, avec le trifluorométhane CHF3 (fluoroforme).